# Mehmet Oktav
Mehmet Oktav (Estambul, Turquía, 1917-1996) fue un deportista turco especialista en lucha grecorromana donde llegó a ser campeón olímpico en Londres 1948.

## Carrera deportiva
En los Juegos Olímpicos de 1948 celebrados en Londres ganó la medalla de oro en lucha grecorromana estilo peso pluma, por delante del sueco Olle Anderberg (plata) y del húngaro Ferenc Tóth (bronce).